# جرارد سنزاتو
جرارد سنزاتو (انگلیسی: Gérard Cenzato؛ زادهٔ ۱۰ ژانویهٔ ۱۹۵۱) بازیکن فوتبال سابق اهل فرانسه است.
از باشگاه‌هایی که در آن بازی کرده‌است می‌توان به باشگاه فوتبال پاری سن ژرمن و باشگاه فوتبال نانسی اشاره کرد.